# (2908) Shimoyama
(2908) Shimoyama (1981 WA) – planetoida z pasa głównego asteroid okrążająca Słońce w ciągu 5,14 lat w średniej odległości 2,98 j.a. Odkryta 18 listopada 1981 roku.